# Nadczynność przytarczyc
Nadczynność przytarczyc (łac. hyperparathyreosis) – nadaktywność przytarczyc, w wyniku której dochodzi do nadmiernej produkcji parathormonu (PTH). Parathormon jest hormonem regulującym poziom wapnia i fosforanów. Nadczynność przytarczyc dzieli się na:
- pierwotną nadczynność przytarczyc
- wtórną nadczynność przytarczyc

## Klasyfikacja ICD10
| kod ICD10     | nazwa choroby                                                     |
| ------------- | ----------------------------------------------------------------- |
| ICD-10: E21   | Nadczynność przytarczyc i inne choroby przytarczyc                |
| ICD-10: E21.0 | Pierwotna nadczynność przytarczyc                                 |
| ICD-10: E21.1 | Wtórna nadczynność przytarczyc, nigdzie indziej niesklasyfikowana |
| ICD-10: E21.2 | Nadczynność przytarczyc, inna                                     |
| ICD-10: E21.3 | Nadczynność porzytarczyc, nie określona                           |
| ICD-10: E21.4 | Inne określone choroby przytarczyc                                |
| ICD-10: E21.5 | Choroby przytarczyc, nieokreślone                                 |

Przeczytaj ostrzeżenie dotyczące informacji medycznych i pokrewnych zamieszczonych w Wikipedii.